# 化石海水
化石海水（かせきかいすい、英語：fossil salt water）とは、昔の海水が地層の隙間などに閉じ込められたもの。帯水層中に貯留する液体が昔の海水であるもの。化石（生物等の遺骸）とは無関係で、比喩的な表現である。

## 成因
- 海底で地層ができるとき、礫や砂などある程度大きい粒の間には隙間があり、そこに海水が取り残される（海底堆積物間隙水[3]）。通常はその上に堆積した地層の重さで押し出されるなどしてほとんどなくなると考えられているが、なんらかの条件が揃うと堆積当時の海水がそのまま閉じ込められたり、あるいは成分が砂などに張り付く形で残留することがある。地層が陸化した後も淡水の地下水とほとんど混ざることなく成分が保存される場合や、更に地下深くのマントル由来の水の上昇に伴い地表に湧出する事もある[4]。
- 帯水層中に塩水くさびとして進入した海水、または堆積盆地形成期における海底下の堆積層中の海水帯水層、これらが地質構造運動等のきっかけで陸化し、それらが帯水層中に貯留したままの状態となって形成される。

## 水質
貯留された海水は、貯留している地層や、その深度による圧力や温度、これらと化学反応を起こす。また地質時代を経ていることから、現在見られる成分（水質）は貯留された当時の海水そのままではなく変化したものである。多くの化石海水の成分は現在の海水の成分とは異なる。

## 年代評価
溶け込んでいる物質の放射性同位体比を分析することにより、封じ込められた時代を調べる事が可能である。
利用される物質例
- ヘリウム - 3He / 4He[6][4]
- 酸素 - 18O / 16O
- 塩素 - 26Cl / Cl[7]
- ヨウ素 - 129I / 127I[3]

## 産出
海から離れた場所の温泉が海水に似て塩分が多い場合、その成分の起源は化石海水である場合もある。原油や天然ガスの採掘に伴って付随水として産出することがある。